# 安芸雅史
安芸 雅史（あき まさし、11月18日 - ）は中華人民共和国出身の劇団四季に所属する俳優。前芸名は史ユイ。

## 経歴
劇団に所属しダンサーとして活動していた。舞台やTVに出演していた。
2008年3月オーディション合格。「むかしむかしゾウがきた」で四季での初舞台を踏む。

## 出演
- むかしむかしゾウがきた（唐のお使い）
- 美女と野獣（アンサンブル）
- キャッツ（マキャヴィティ）